# East Hereford
East Hereford è un comune del Canada, situato nella provincia del Québec, nella regione di Estrie. East Hereford si trova appena a nord di Beecher Falls, nel Vermont, e sul lato est di East Hereford confina con il New Hampshire. Il torrente Halls, un affluente del fiume Connecticut che scorre verso sud, forma il confine orientale del comune e la frontiera tra Canada e Stati Uniti. L'agricoltura casearia e i prodotti legati al legname rappresentano le principali fonti di reddito della zona. Il vicino Mont Hereford dispone di una rete di sentieri sviluppata per la pratica della mountain bike.